# Allen Leech
Allen Leech of Alan Leech (Killiney, 18 mei 1981) is een Iers acteur, vooral bekend voor zijn rol als Tom Branson in de tv-serie Downton Abbey.

## Familie
Leech is de derde van de vier kinderen van David Leech, CEO van een onderneming van computer systemen en van Kay Leech.
In februari 2018 verloofde Leech zich met de Amerikaanse actrice Jessica Blair Herman. Ze trouwden in Solvang (Californië), niet ver van Los Angeles, op 5 januari 2019. Begin 2020 kregen ze hun eerste kind.

## Levensloop
Hij liep school in St Michael's College, Dublin. Hij was elf toen hem een rol werd gegeven in een schooluitvoering van The Wizard of Oz en stelde vast dat hij graag toneel speelde en wilde acteur worden.
Op zijn zeventiende begon hij in 1998 zijn professionele loopbaan, met een kleine rol in een productie van A Streetcar named Desire in het Gate Theatre. Hij promoveerde tot Bachelor of Arts en tot Master of Arts in Drama en Theater aan Trinity College, Dublin.
Zijn eerste belangrijke rollen had hij nog tijdens zijn studies, in Cowboys & Angels en Man About Dog

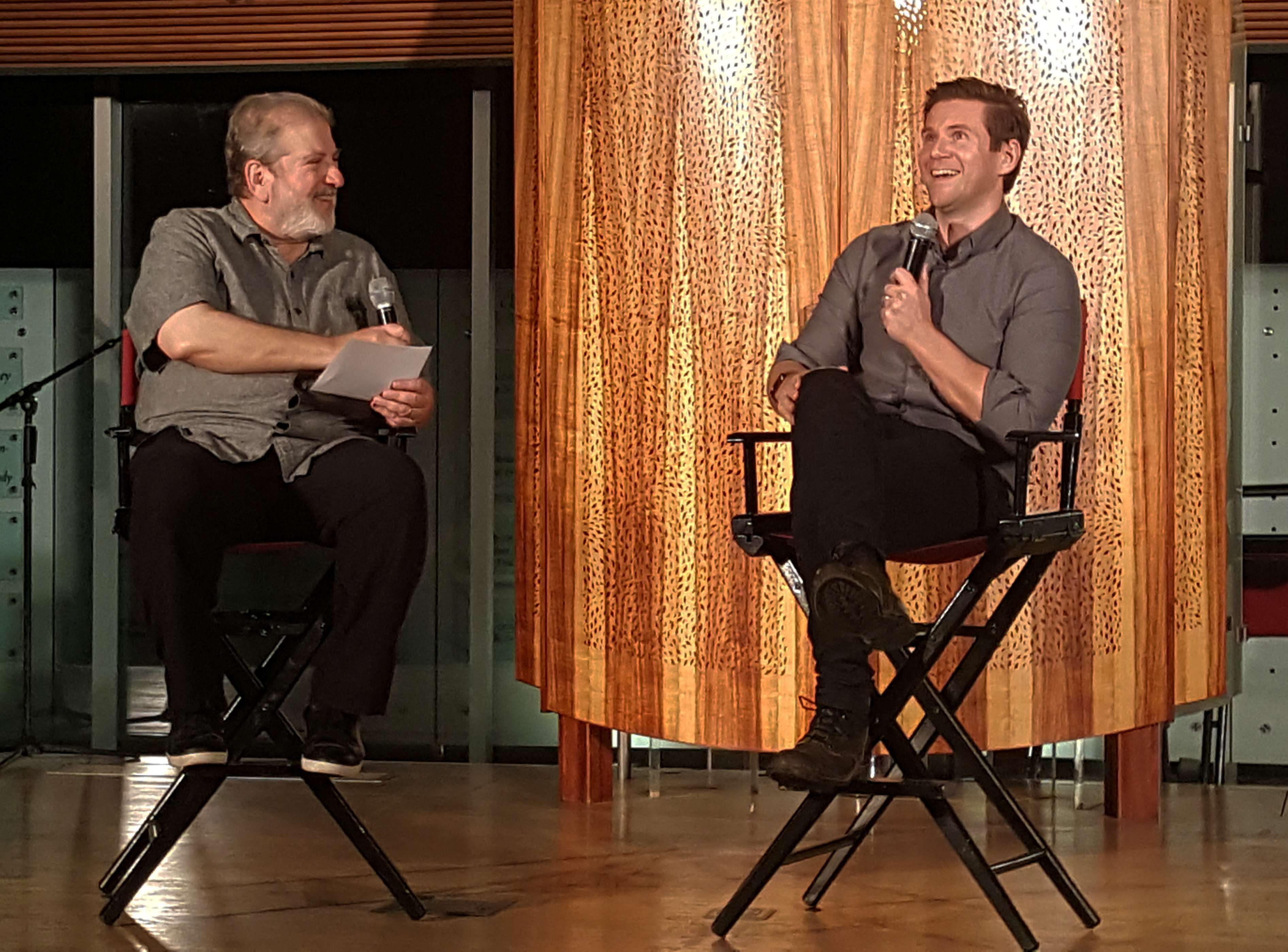
Allen Leech op de Malibu Film Society in 2019

Hij trad op als Willi in de Queen and Peacock, in de Garter Lane Arts Centre en in andere producties.
In de Ierse serie Love Is the Drug speelde hij de rol van Shane Kirwanin en werd er voor beloond met een nominatie als beste acteur vanwege de Irish Film and Television Awards. Vervolgens speelde hij in 2006 de rol van Willy in de tv-serie Legend, het verhaal van drie Ierse families. Hiervoor werd hij beloond met een nominatie van Best Supporting Actor.
In 2007 speelde hij de rol van Marcus Agrippa, in de tv-serie Rome.
Hij speelde ook een rol in de Ierse film Rewind.
In 2010 vertolkte hij Francis Dereham, de minnaar van Catherine Howard, in de tv-serie The Tudors. 
Datzelfde jaar werd hij in de tv-serie Downton Abbey de Ierse chauffeur Tom Branson, wiens politieke overtuigingen strijdig waren met die van de upper class. Hij speelde in 2011 de officier Sam Leonard in de tv-serie Primeval. Hij vervulde ook een rol in 2012 in de filmadaptatie The Sweeney. In 2014 vertolkte hij de spion John Cairncross in The Imitation Game.
In 2015 werd hij genoemd bij de vijftig best geklede Britten.
Hij speelde de rol van Paul Printer, de manager en partner van Freddie Mercury in de biografische film Bohemian Rhapsody (2018), waarvoor hij genomineerd werd bij de 25th Screen Actors Guild Awards.
In 2019 speelde hij als Tom Branson een hoofdrol in de film Downton Abbey.

## Filmografie
- 2000: Iníon an Fhiaclóra (kortfilm)
- 2002: The Escapist
- 2003: Benedict Arnold: A Question of Honor
- 2003: Cowboys & Angels
- 2004: Battlefield Britain
- 2004: Man About Dog
- 2004: Love Is the Drug
- 2006: Legend
- 2007: Rome
- 2007: Deep Breaths (Kortfilm)
- 2008: Heroes and Villains)
- 2008: Factory Farmed (Kortfilm)
- 2009: From Time to Time
- 2010: Rewind
- 2010: The Tudors
- 2010–2015: Downton Abbey
- 2011: Primeval
- 2011: Black Mirror
- 2012: The Sweeney
- 2013: In Fear
- 2013: Grand Piano
- 2014: The Imitation Game
- 2014: Text Santa 2014
- 2017: Hunter's Prayer
- 2018: Bohemian Rhapsody (film)
- 2019: Downton Abbey (film)
- 2022: Downton Abbey: A New Era

## Bron
Vertaald uit de Engelse Wikipedia.